# リチャードを探して
『リチャードを探して』（リチャードをさがして、Looking for Richard）は、1996年制作のドキュメンタリー映画。

## 概要
アル・パチーノによるシェイクスピアの『リチャード三世』の映像化とその過程を記録したドキュメンタリー作品。シェイクスピアの研究家やシェイクスピア俳優、街角の人々など様々な人物にインタビューを行い、また俳優同士のディスカッションや実際の演技（主要なシーンの映像化）も交えて、『リチャード三世』を解き明かしてゆく。
第49回カンヌ国際映画祭「ある視点」部門に出展している。

## キャスト
※括弧内は日本語吹替
- グロスター公リチャード - アル・パチーノ（羽佐間道夫）
- クラレンス公ジョージ - アレック・ボールドウィン（田中正彦）
- レディ・アン - ウィノナ・ライダー（相沢恵子）： エドワード王太子妃。
- リッチモンド伯 - エイダン・クイン（仲野裕）
- バッキンガム公 - ケヴィン・スペイシー（伊藤和晃）
- マーガレット - エステル・パーソンズ
- イングランド王妃エリザベス - ペネロープ・アレン
- イングランド王エドワード4世 - ハリス・ユーリン
- リヴァーズ - マディソン・アーノルド
- ヘイスティングス - ケヴィン・コンウェイ（水野龍司）
- スタンリー卿 - ラリー・ブリッグマン（田中正彦）
- ケイツビー (en)  - リチャード・コックス（家中宏）
- イーリー司教 (en)  - フレデリック・キンボール（北村弘一）

インタビューでの出演
- ケヴィン・クライン
- ヴァネッサ・レッドグレイヴ
- ローズマリー・ハリス
- ジェームズ・アール・ジョーンズ
- ピーター・ブルック
- デレク・ジャコビ
- ジョン・ギールグッド
- ケネス・ブラナー